# Hátszegvidék
Koordináták: é. sz. 45° 34′ 55″, k. h. 22° 54′ 07″45.581880°N 22.901830°E

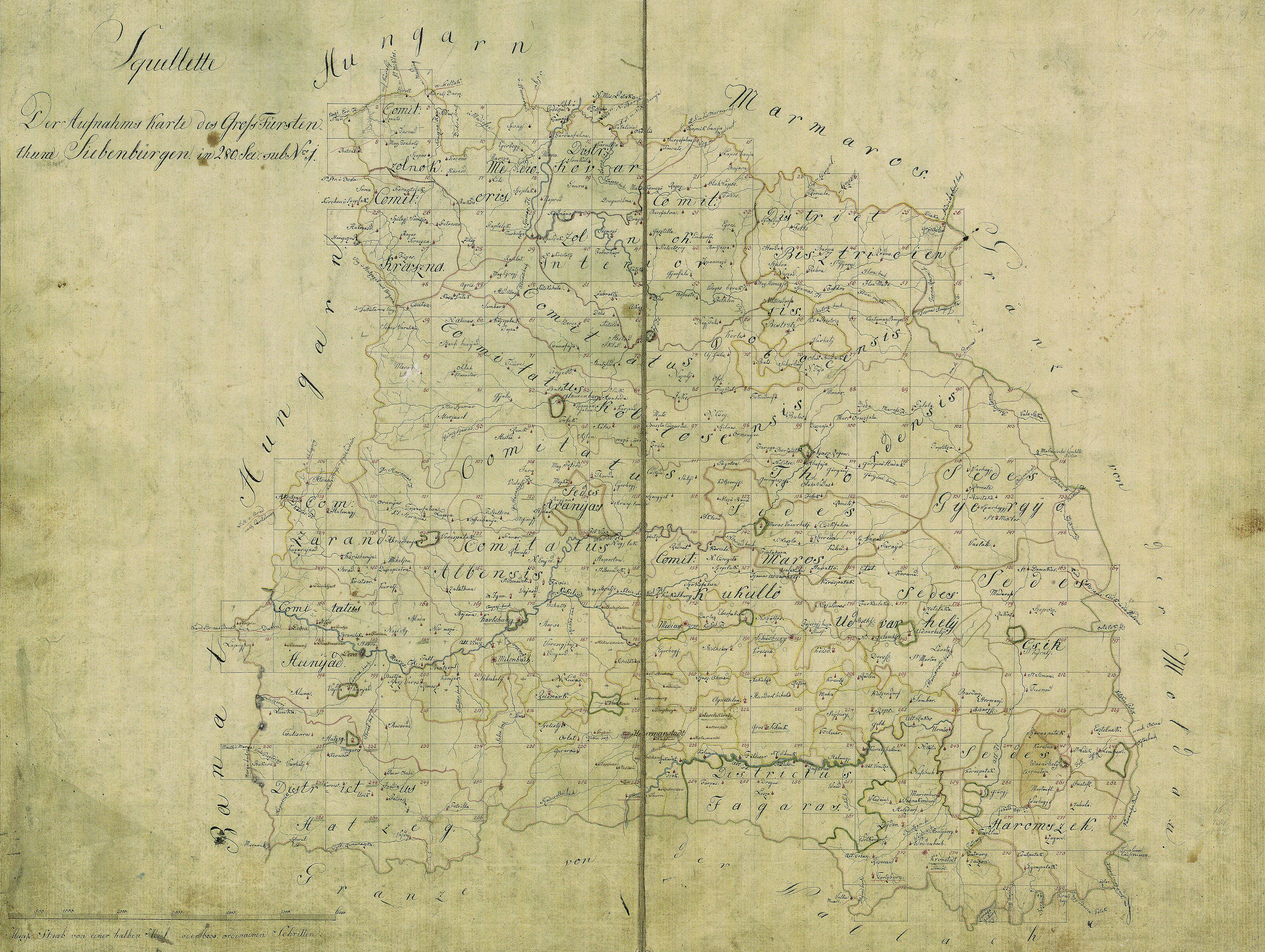
Hátszegi körzet (districtus) az első katonai felmérés térképművének részletén

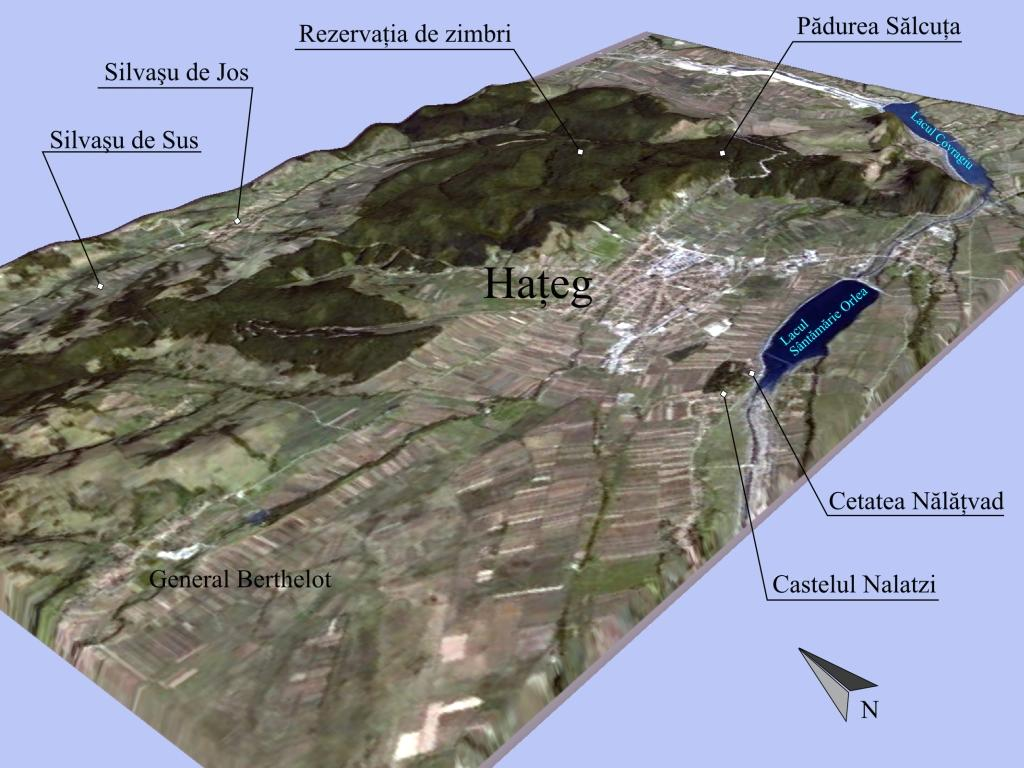
Hátszeg és környéke

A Hátszegi-medence (románul Țara Hațegului) a Kárpátok egyik legnagyobb hegyközi medencéje, Erdély déli részének természeti és történelmi emlékekben leggazdagabb területe.

## Földrajza

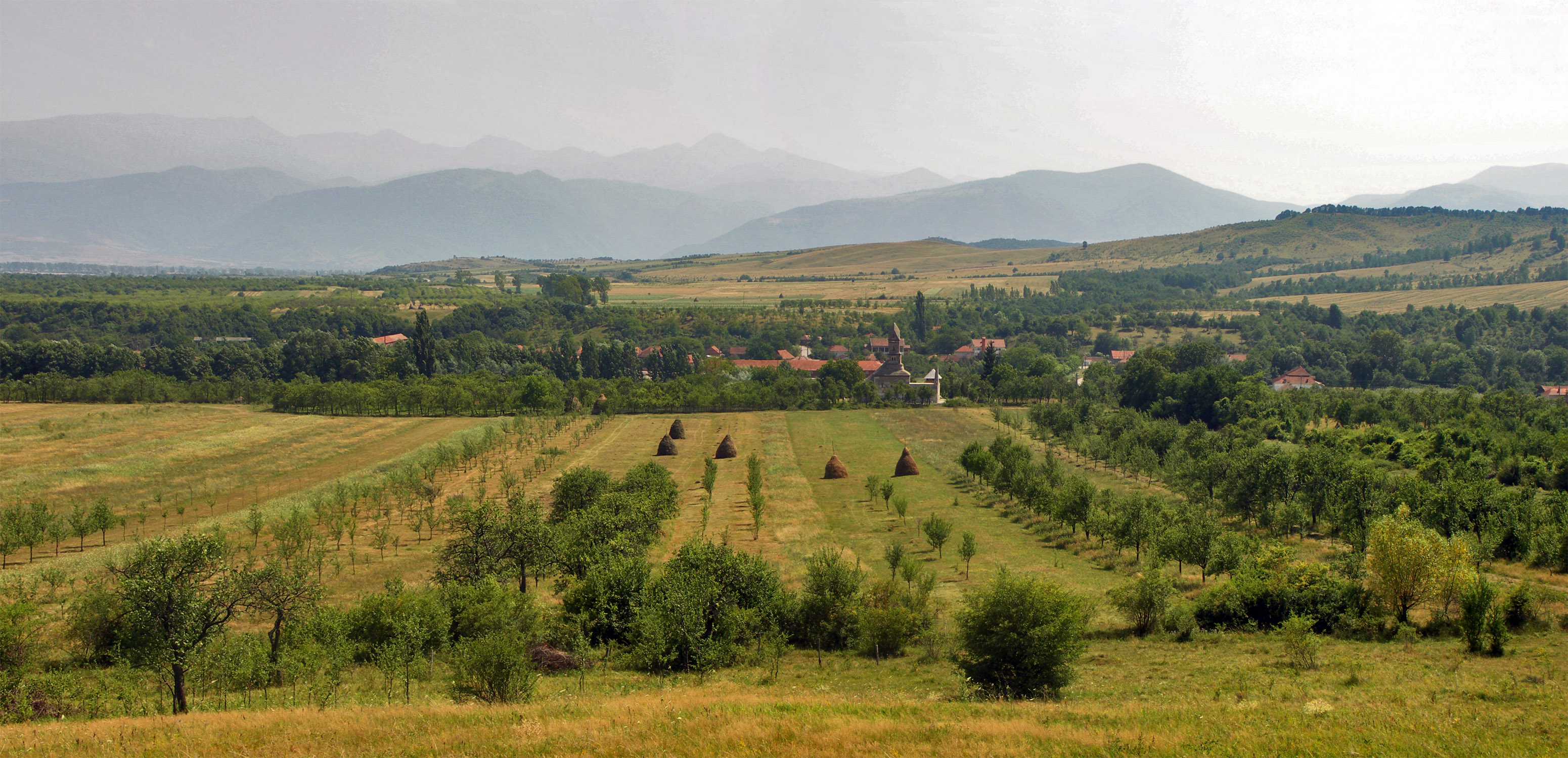
Demsus és környéke

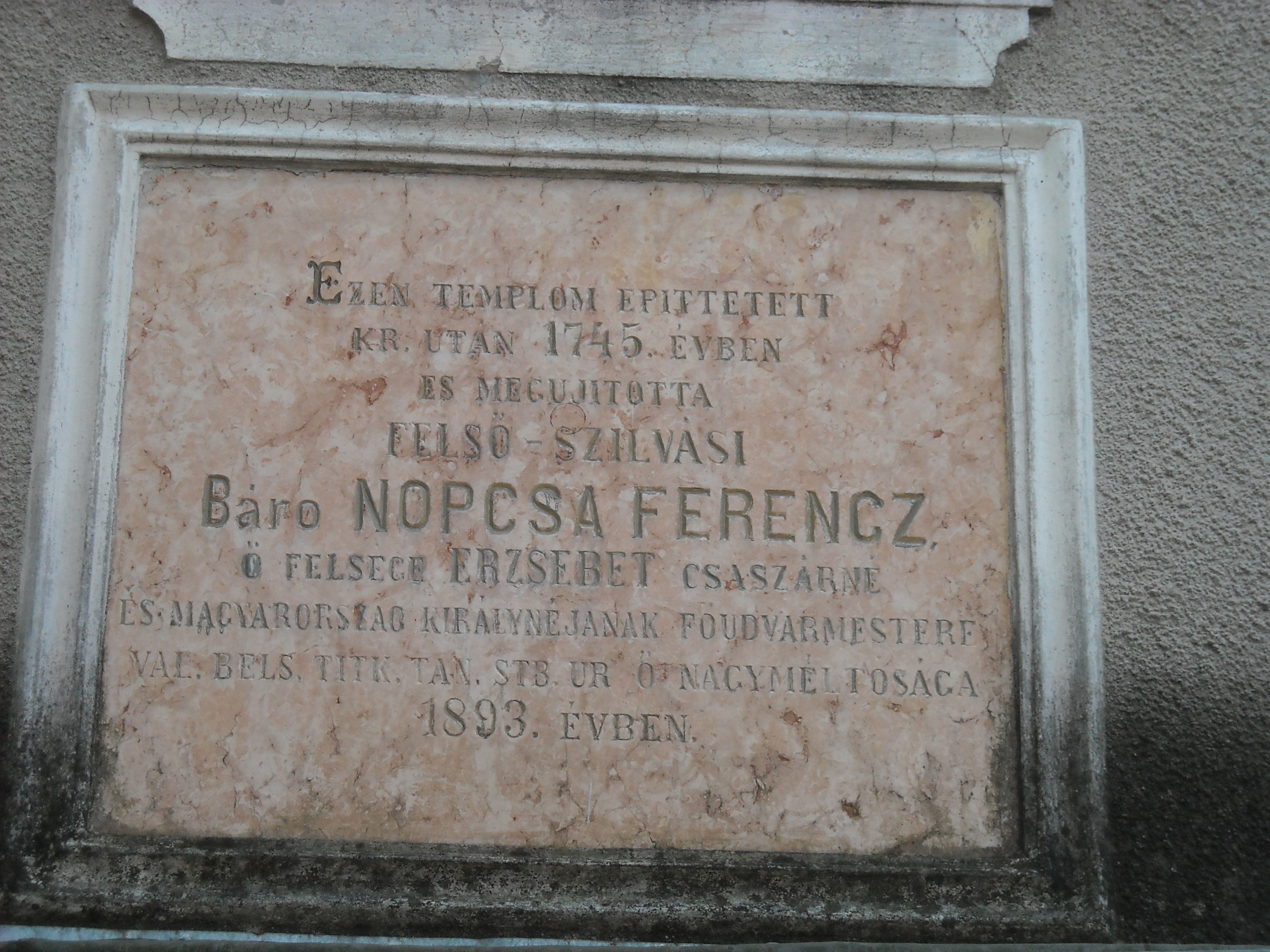
A templom építőjének, báró Nopcsa Ferenc emléktáblája Hátszegen

Dél-Erdélyben, az egykori Hunyad vármegye, a mai Hunyad megye területén, a Sztrigy folyó és a Nagy-patak völgyében, Hátszeg városa környékén található.
Dél felől a Retyezát-hegység, nyugaton a Ruszka-havasok, keleten a Kudzsiri-havasok, vagy más néven Surján hegység  határolják. Közelében két nagy nemzeti park van: a Retyezáti és a Gredistye-Csoklovinai Nemzeti Park, és itt található a Dinoszaurusz Geopark is.

## Növényvilága
A Hátszegi-medence növényflórájával Simonkai Lajos botanikus foglalkozott először még az 1800-as években. A medence területén a világon egyedülálló növényfajok találhatók; így például a bánáti feketefenyő is. A területen található Retyezát-hegységben 90 egyedül csak itt élő endemikus növényén kívül megtalálható itt többek között a kis húsevő növény a Kereklevelű harmatfű (Drosera Rotundifolia) is.

## Állatvilága
Báró Nopcsa Ferenc (1877, Déva – 1933, Bécs) természettudós elmélete szerint, mely egy nemzetközi kutatócsoport által is igazolást nyert, az erdélyi Hátszegi-medencéből ismert késő krétakori dinoszauruszok tényleg törpe növésűek voltak, így alkalmazkodtak szigetté zsugorodó élőhelyükhöz. A burjánzó növényzettel borított Hátszeg-sziget, mely vagy 65-70 millió évvel ezelőtt még létezett, majd Magyarország méretű volt, és területén több dinoszaurusz faj is élt. Ez a terület és az azt körülölelő hegyek kezdetektől fogva különböző lények élőhelyéül szolgáltak, igazolják ezt az itt talált törpe dinoszaurusz fosszíliák is.
A területen több mint 140 védett lepkefaj található, de védelmet élvez a növényfajok
egyharmada, valamint a 185 madár- és állatfaj is.

## Története

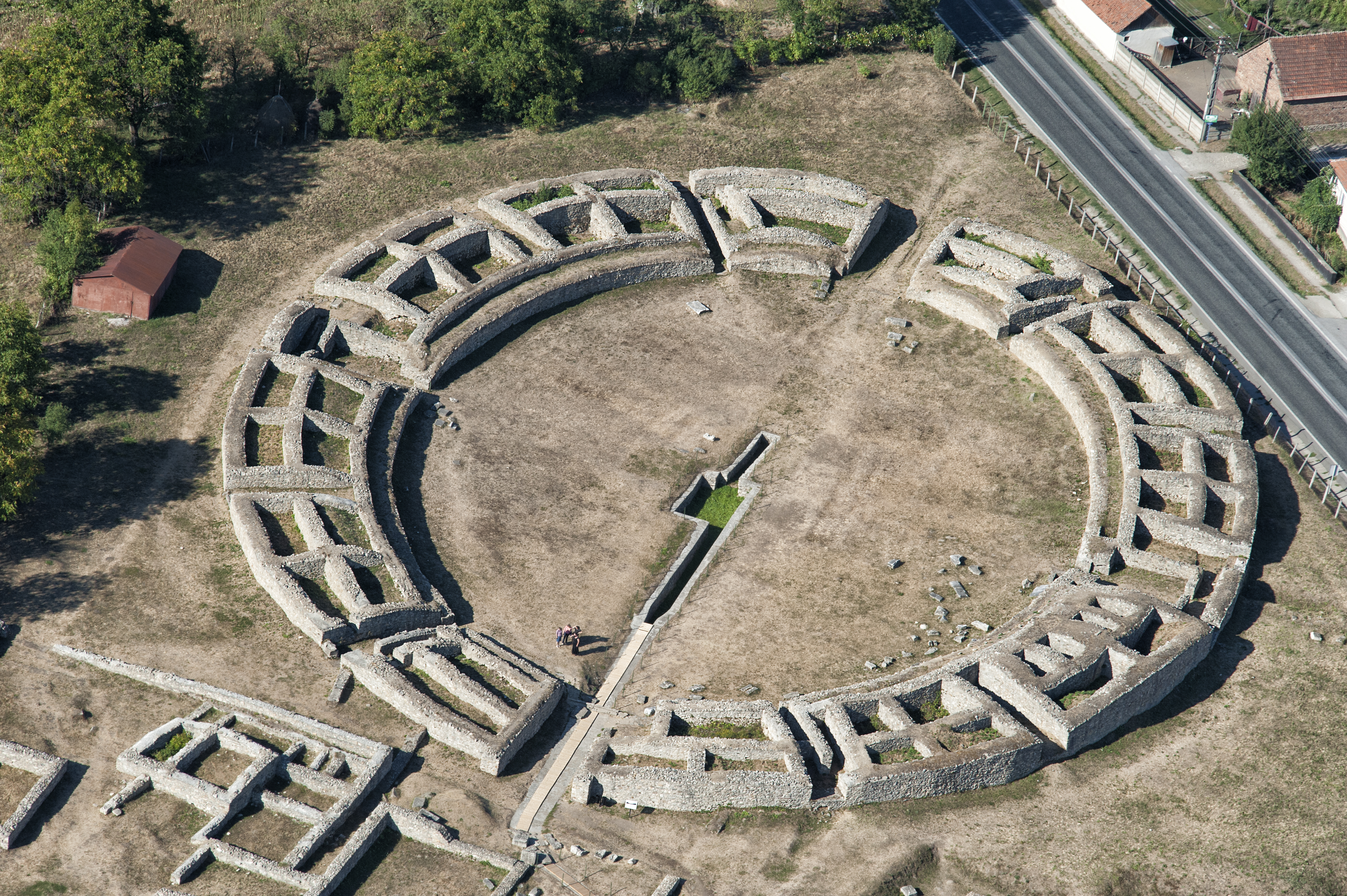
Ulpia Traiana Sarmizegetusa amfiteátruma Várhely mellett

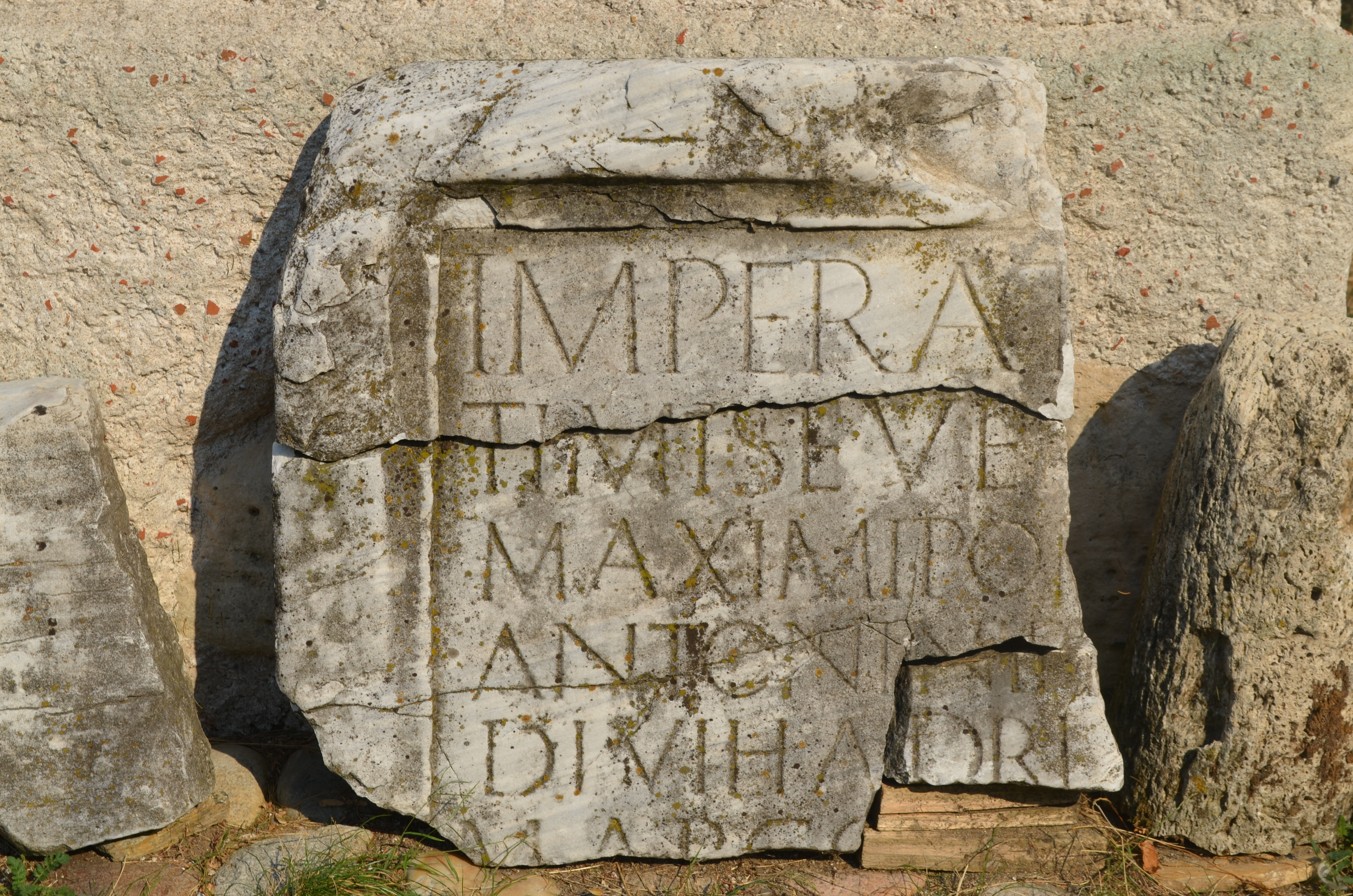
Római kő Demsusból

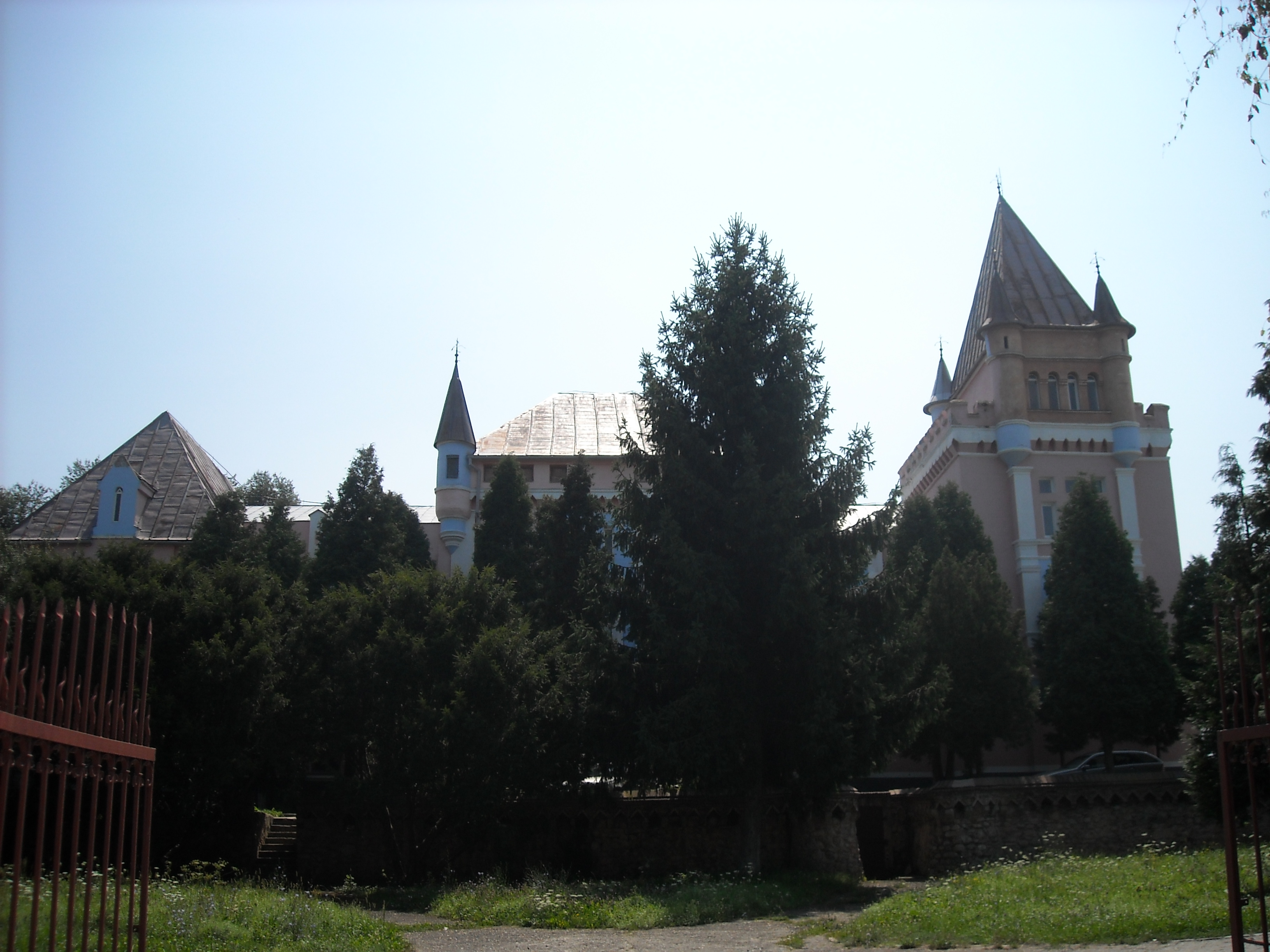
A Kendeffy-kastély Őrboldogfalván

A Hátszegi-medence ősiségének és sokszínűségének bizonyítékai a területén folyó ásatások, melyek során több millió éves növény- és állatmaradványok, fosszíliák, római kori leletek és történelmi emlékek kerültek napvilágra.
A területen a magyarság nem sokkal a honfoglalás után, már a 10-11. században megtelepült, a  lakosságot azonban a 15–17. század közötti háborúk nagyon megritkították. Korábbi román és magyar vegyes lakossága mára nagyrészt elrománosodott.

## Települései

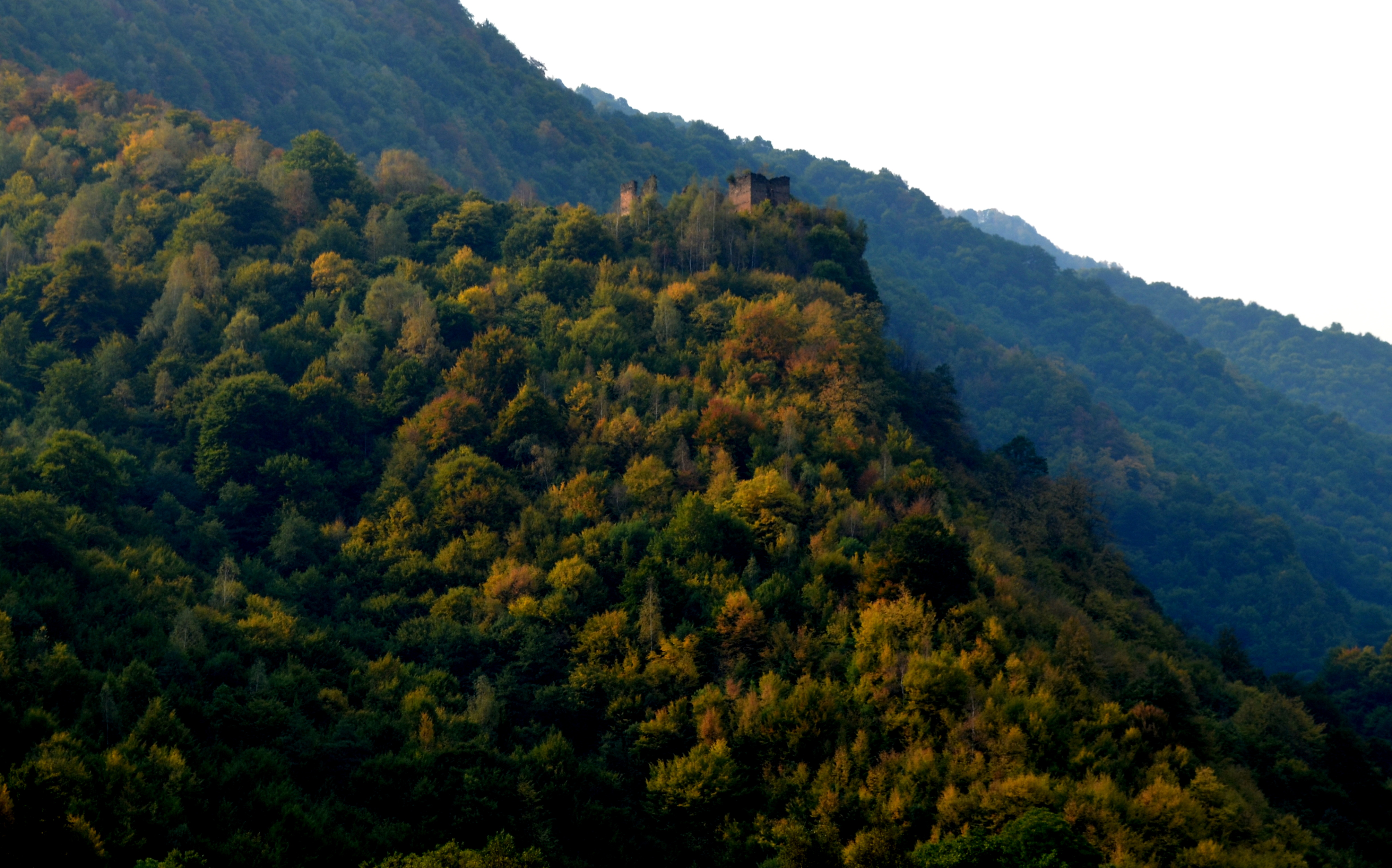
Kolcvár

Területén egy város található, Hátszeg. 

### Fontosabb falvak
- Alsófarkadin – Nevezetessége a klasszicista Lónyay–Nopcsa-kastély, lépcsőjébe római kori köveket építettek be. Kriptájába temették Nopcsa Ferencet, Erzsébet királyné udvarmesterét (később a hátszegi római katolikus templomba szállították át). Egykor Nopcsa László vendége volt benne Jósika Miklós is. A kastély 1919 és 1931 között Berthelot tábornoké volt, majd a román állam birtokolta. A kommunizmus idején a termelőszövetkezet használta. 2009-es tervek szerint a Hátszegi-medence élővilágának génbankját alakítanák ki benne.
- Alsószilvás – A bölényrezervátum a falutól délkeletre, légvonalban 3 km-re fekszik a 40 hektáros Slivuț tölgyesben. 1958-ban hozták létre mint Románia első bölényrezervátumát. Ekkor két európai bölény, Podarec és Polonka érkezett Lengyelországból, a Białowieżai Nemzeti Parkból. Azóta 47 bölényborjú született Alsószilváson, melyek valamennyien R betűvel kezdődő nevet kaptak. Innen népesítették be a vânători-neamț-i és a bucșani-i bölényrezervátumot. Míg 1979-ben már tizenkét bölény élt itt, 2009-ben csak heten voltak.
- Demsus – A demsusi Szent Miklós-templom (románul Biserica Sfântul Nicolae) a legrégibb ma is használt ortodox templom Romániában, egyben Erdély egyik legkülönlegesebb egyházi műemléke.
- Fehérvíz – Egykori református templomának romja a romániai műemlékek jegyzékében a HD-II-m-A-03427 sorszámon szerepel.
- Felsőszálláspatak – A falu északi végében részben állnak egykori várkastélyának falai. Az eredetileg középkori erődítményt előbb a Szerecsen, majd a Kenderesi, végül a Mara család birtokolta. Miután Tige tábornok bevette és felgyújtatta a kurucpárti Mara Izsák által védett családi erősséget, többé nem épült újjá. Korábbi kápolnáját az 1770-es–80-as években a falu reformátusai építették át. Manapság a kaputorony és a hozzá kapcsolódó helyiségek falai állnak három–négy méter magasan. Az ásatások alapján egykor téglalap alapú volt, tornyokkal erősített falai egy 95×55 méteres területet zártak körbe.
- Nagypestény – A falutól délnyugatra a Feneketlen tó nevű tőzegláp, a kereklevelű harmatfű nevű rovarevő növény élőhelye. A bemerészkedés életveszélyes, ugyanis csak a legnagyobb szárazságok idején lesz olyan vastag a mohaszőnyeg, hogy a közepén is elbírjon egy embert.
- Őraljaboldogfalva – A Kendeffy-kastély 1782-ben, barokk stílusban épült. Kendeffy Árpád 1871 és 75 között neogótikus stílusban újjáépítette és angolparkkal vette körül. 1882-ben a kastély vendége volt Rudolf trónörökös feleségével, Stefániával. Az 1960-as években nyári gyermektáborként használták, állaga leromlott. 1972-ben felújították, tornyát teljesen újraépítették, és a nyolcvanas évektől 32 szobás szállodaként működött. Egykori építtetőinek örökösei 2006-ban visszakapták.
- Szentpéterfalva - Híres a báró Nopcsa Ferenc által itt talált dinoszaurusz fosziliáiról, neve szerepel a világörökség várólistán is.
- Várhely – Határában, a hegyoldalban húzódnak a rómaiak által a 2. században épített Ulpia Traiana Sarmizegetusa romjai, melyek 600×540 m-es területet kerítenek be. Jól láthatók a fórum és az amfiteátrum romjai.

## Galéria

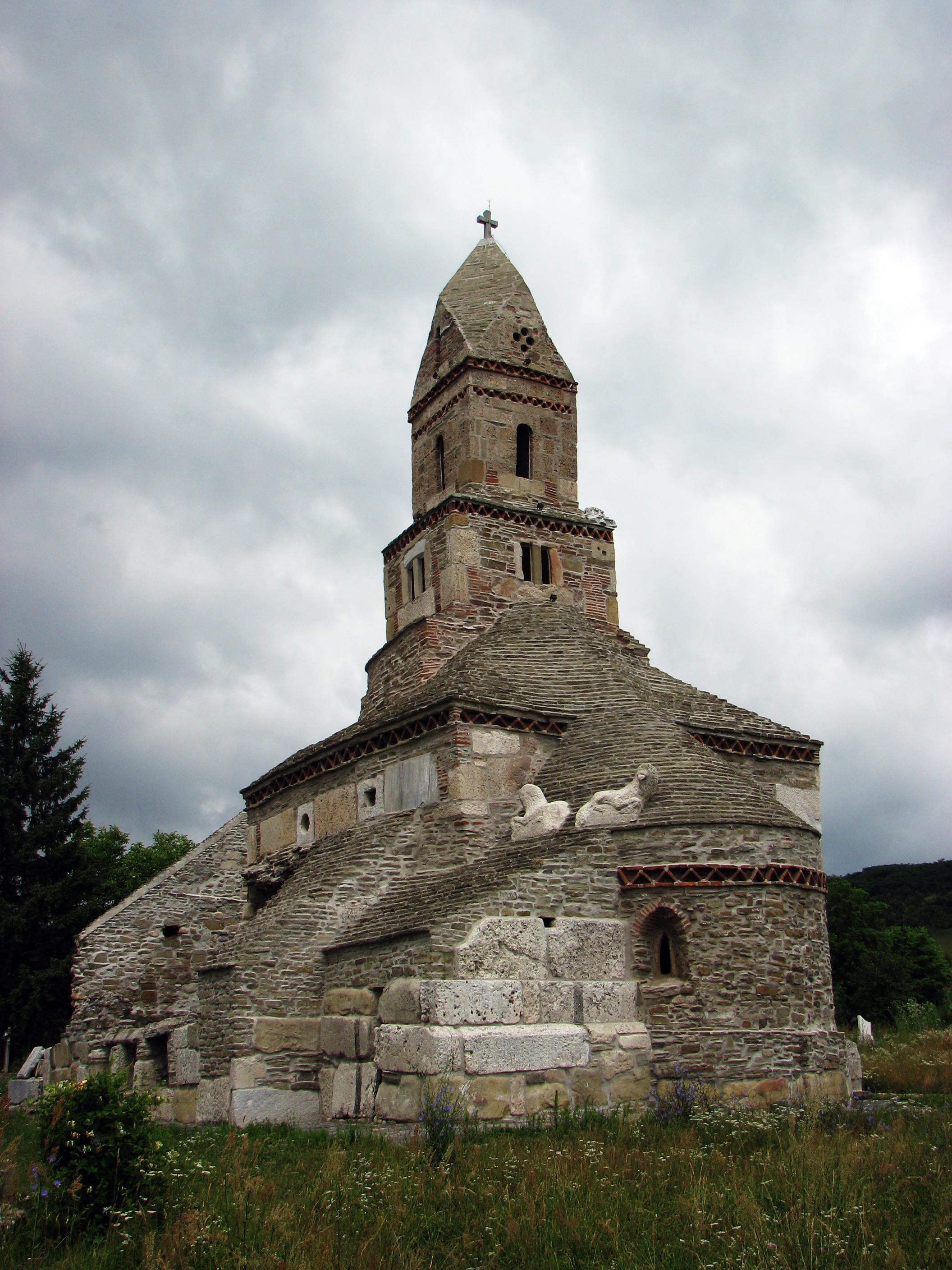
A demsusi templom
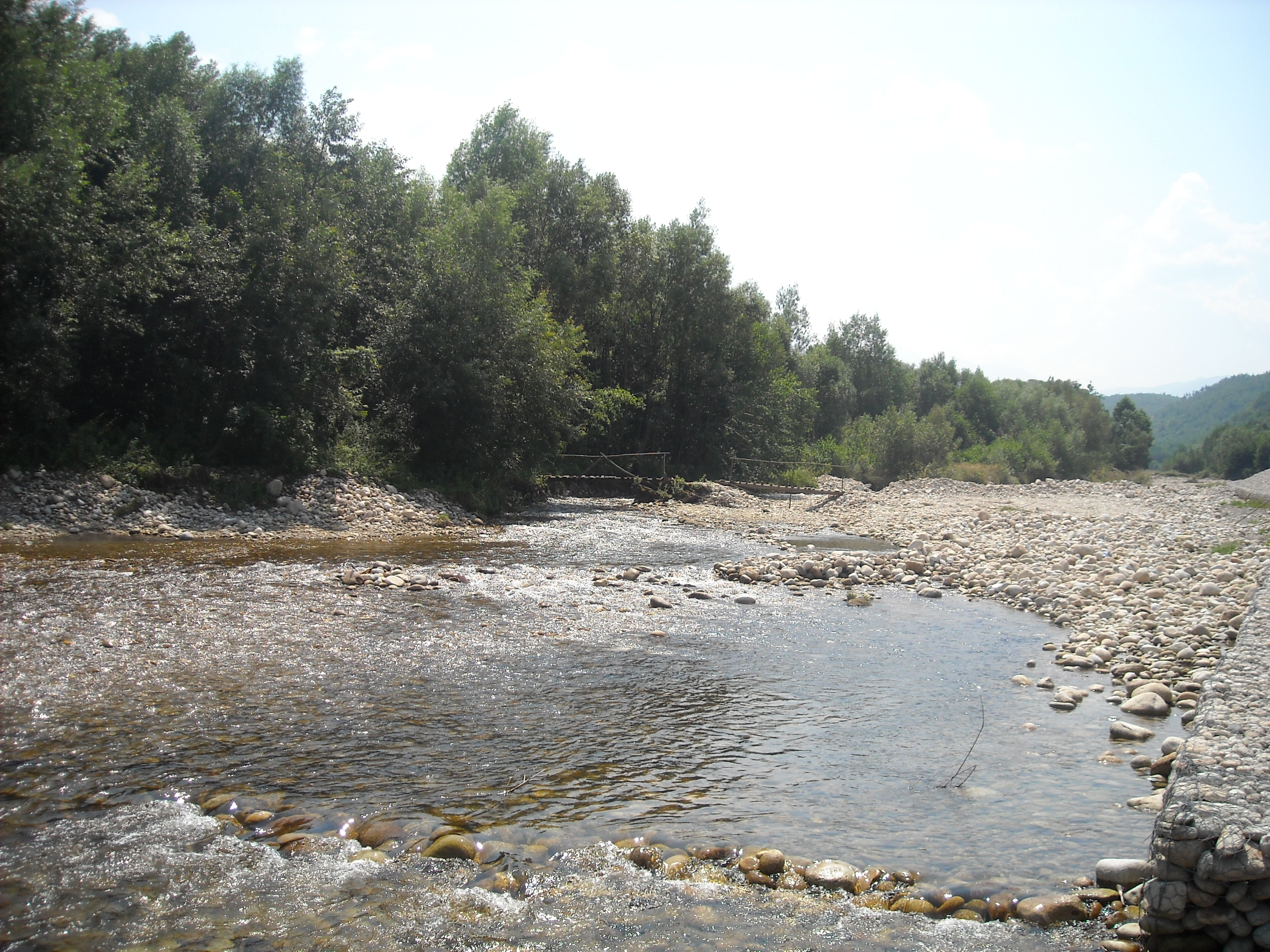
A Szibisel patak Szentpéter mellett, báró Nopcsa Ferenc itt fedezte fel a dinoszaurusz-fosszíliákat
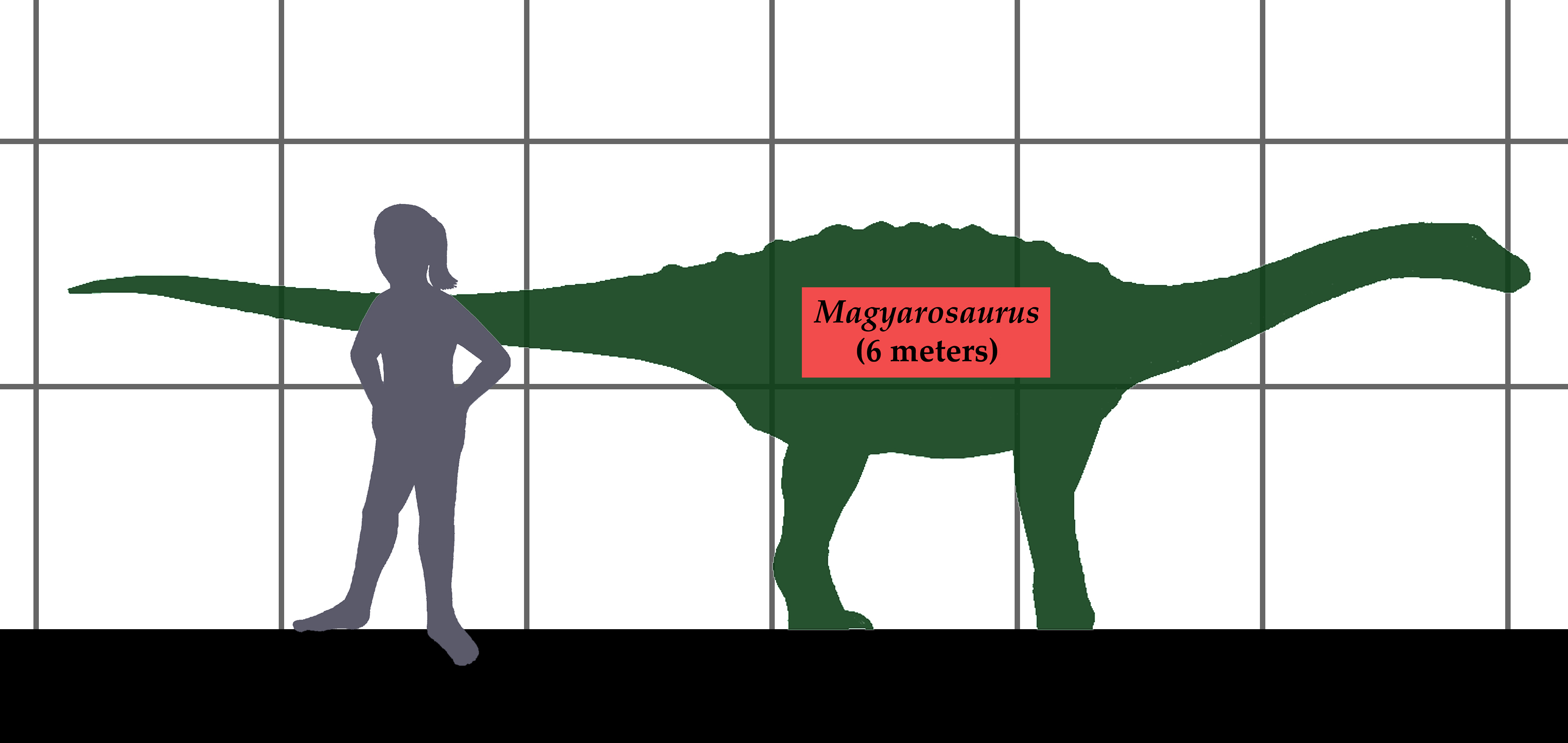
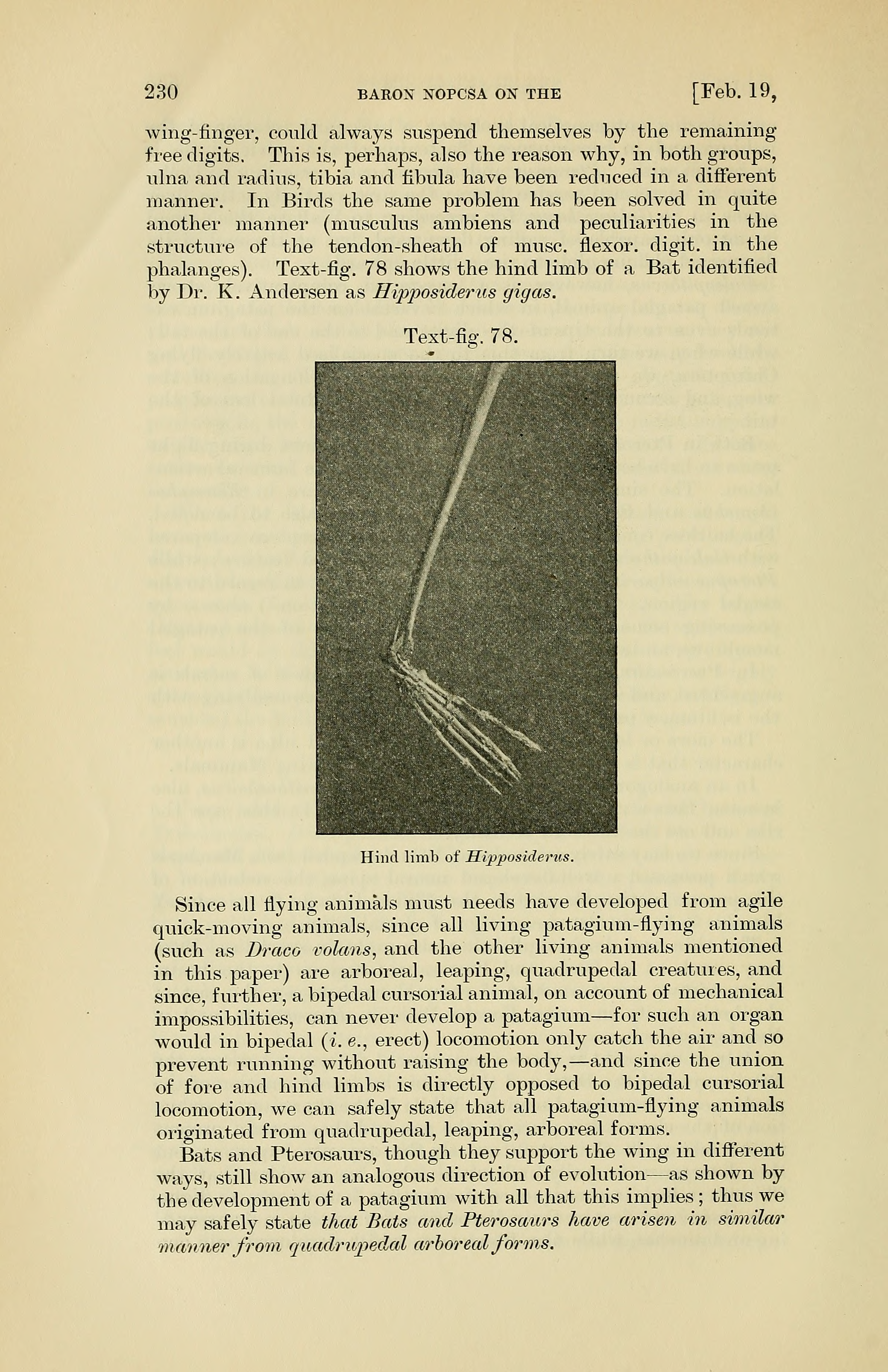
A báró Nopcsa Ferenc által talált ősállat fosszília egy régi könyvből
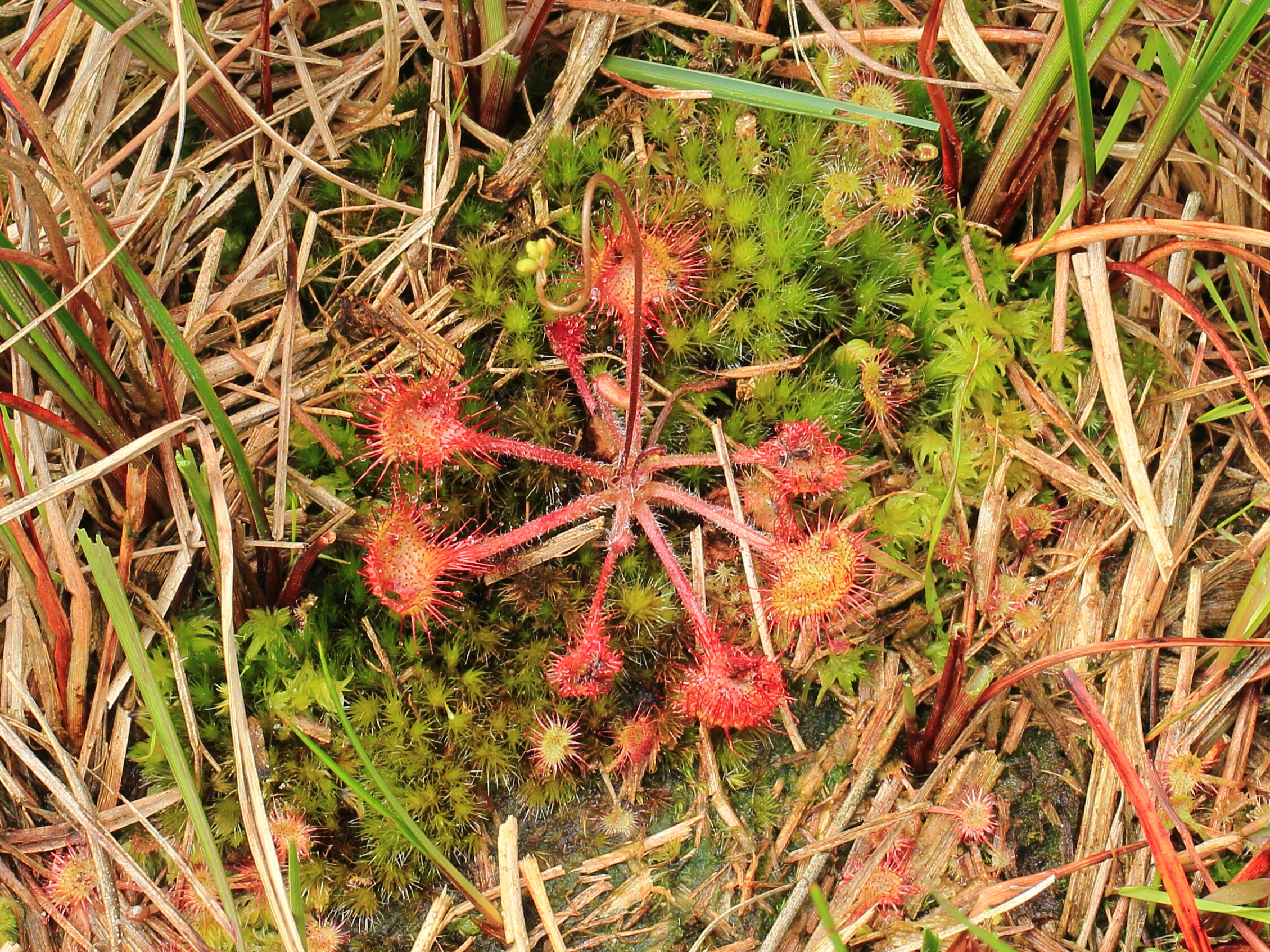
A húsevő kereklevelű harmatfű (Drosera rotundifolia)
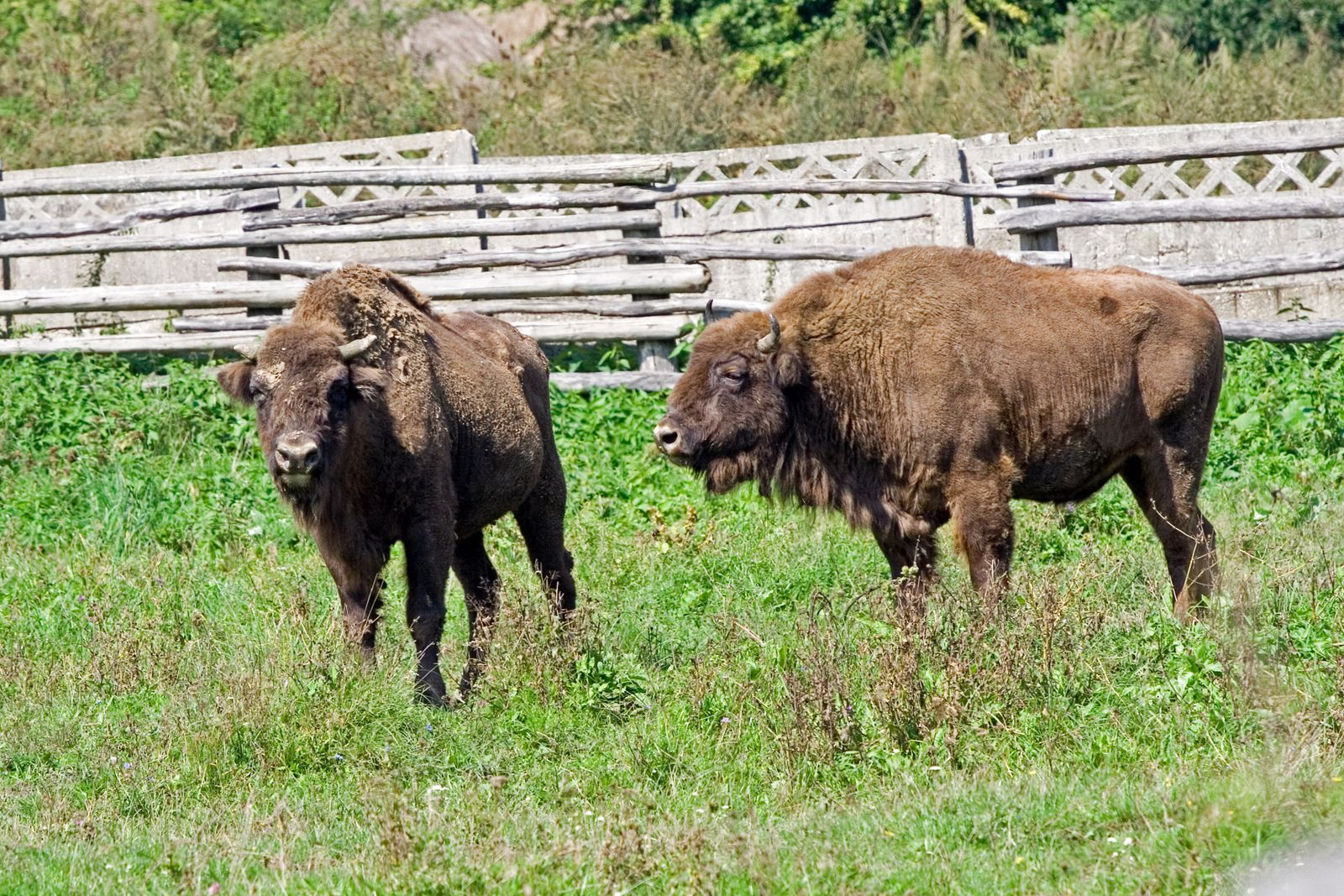
Bölények az alsószilvási bölényrezervátumban